# بوریا (بازیکن فوتبال)
بوریا (انگلیسی: Boria؛ زادهٔ ۳۰ سپتامبر ۱۹۶۲) بازیکن فوتبال اهل اسپانیا است.
از باشگاه‌هایی که در آن بازی کرده‌است می‌توان به باشگاه فوتبال سابادل و باشگاه فوتبال الچه اشاره کرد.